# 코데츠
코데츠(The Chordettes)는 미국의 여성 4인조 팝 음악 그룹이다. 보통 아 카펠라로 노래하며 특히 전통 팝 음악을 주로 다룬다.

## 내력
자넷 에르텔과 캐롤 부시맨, 도로시 슈왈츠, 지니 오스본/로카드 (1928년 4월 25일 ~ 2003년 5월 19일)로 1946년 위스콘신주 셰보이건에서 결성되었다.

## 최근
2001년 보컬 명예의 전당에 헌액되었다.
〈Mr. Sandman〉은 영화 《백 투 더 퓨처》 (1985), 《아저씨는 못말려》 (1989), 《할로윈》 (1978), 《미스터 노바디》 (2009)에 사용되었다.

## 사망
자넷 에르텔 블레이어가 1988년 사망하였고 후에 지니 재니스로도 알려진 지니 오스본이 2003년 사망, 낸시 오버튼이 식도암으로 2009년 4월 5일 사망하였고 도로시 슈왈츠가 2016년 4월 4일 사망하였다.
2020년 2월 6일, 린 에반스가 향년 95세로 사망하였다.
2023년 9월 30일, 캐롤 부시맨이 향년 96세의 나이로 세상을 떠났다.
살아있는 그룹의 구성원은 마지 라츠코 뿐이다.

## 주요 노래
- 〈Mr.Sandman〉 (1954)
- 〈Born To Be With You〉 (1956)
- 〈Lollipop〉 (1958)